# Lophostemon confertus
Espèce
Classification phylogénétique
Lophostemon confertus  (en anglais : Brush Box, Queensland Box ou Brisbane Box) est une espèce de plantes à fleurs de la famille des Myrtacées. C'est un arbre à feuillage permanent familier à bon nombre de personnes vivant le long de la côte est de l'Australie. Très souvent, il a été planté comme arbre en bordure de rue, un rôle pour lequel il n'est pas être bien adapté car il se développe jusqu'à 30 mètres de hauteur et, bien souvent, vient s'enchevêtrer dans les lignes électriques aériennes. Il a un feuillage dense et donc offre plus d'ombre que les eucalyptus. Il est aussi utilisé pour remplacer l'envahissant camphrier (Cinnamomum camphora), bien qu'il ait lui-même tendance à faire de même.
Il était connu auparavant sous le nom de Tristania conferta et on peut le trouver dans de vieux livres de plantes sous ce nom.

## Répartition
L'aire de répartition naturelle de l'espèce s'étend du nord-est de la Nouvelle-Galles du Sud aux côtes du Queensland mais elle est utilisée couramment comme arbre de rue à Sydney, Melbourne, Perth ou d'autres villes de l'est de l'Australie.

## Galerie

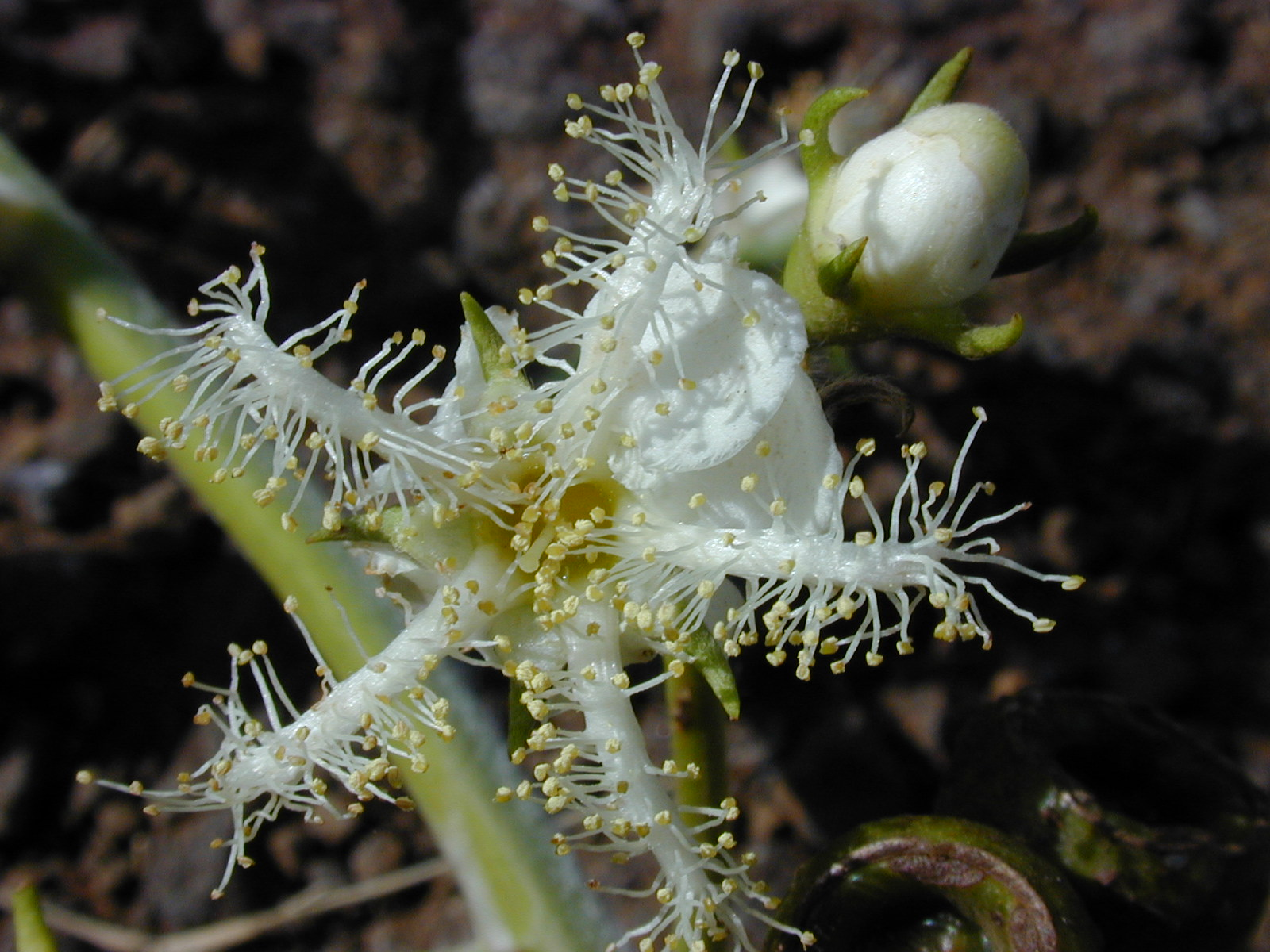
Fleurs.
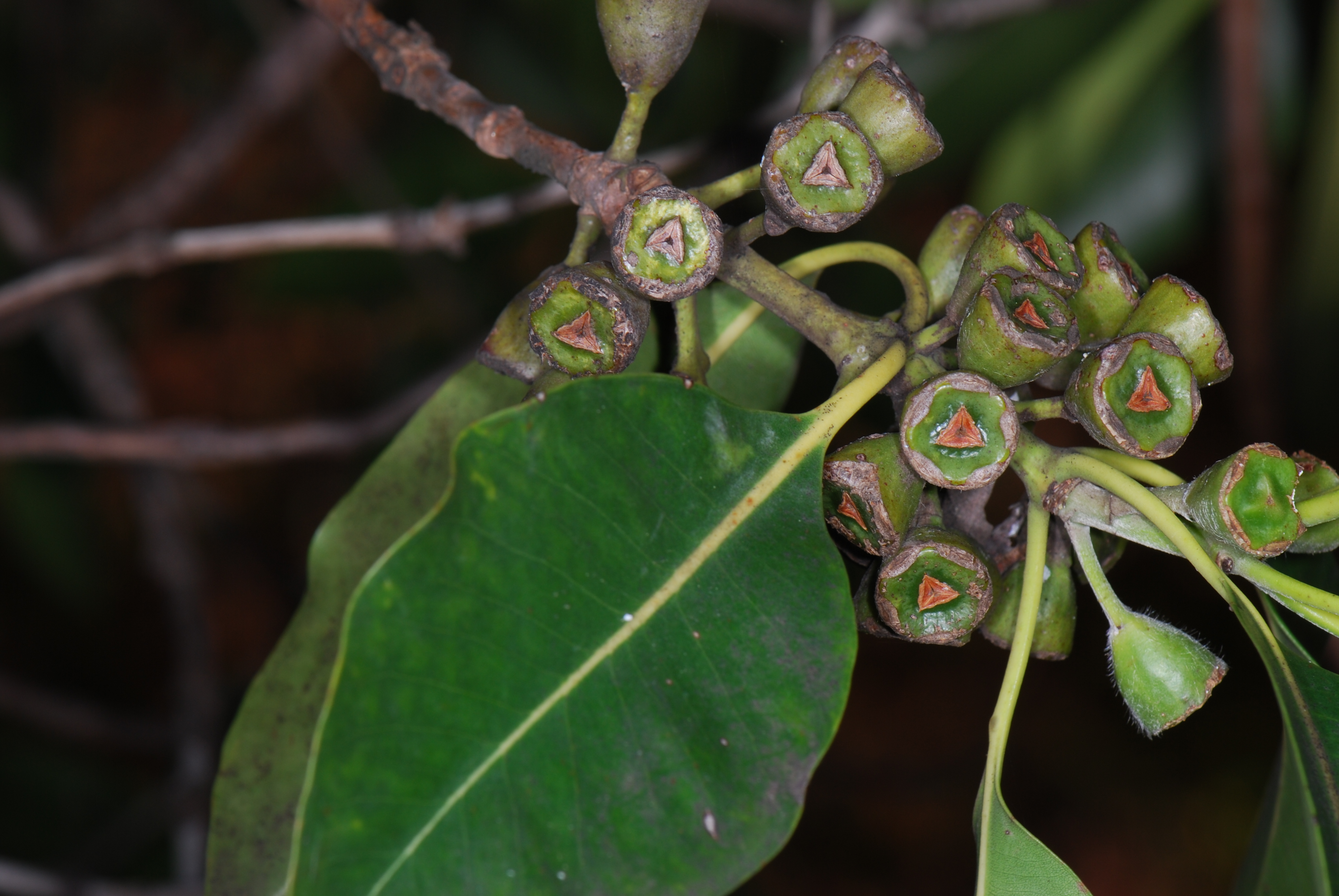
Fruits.
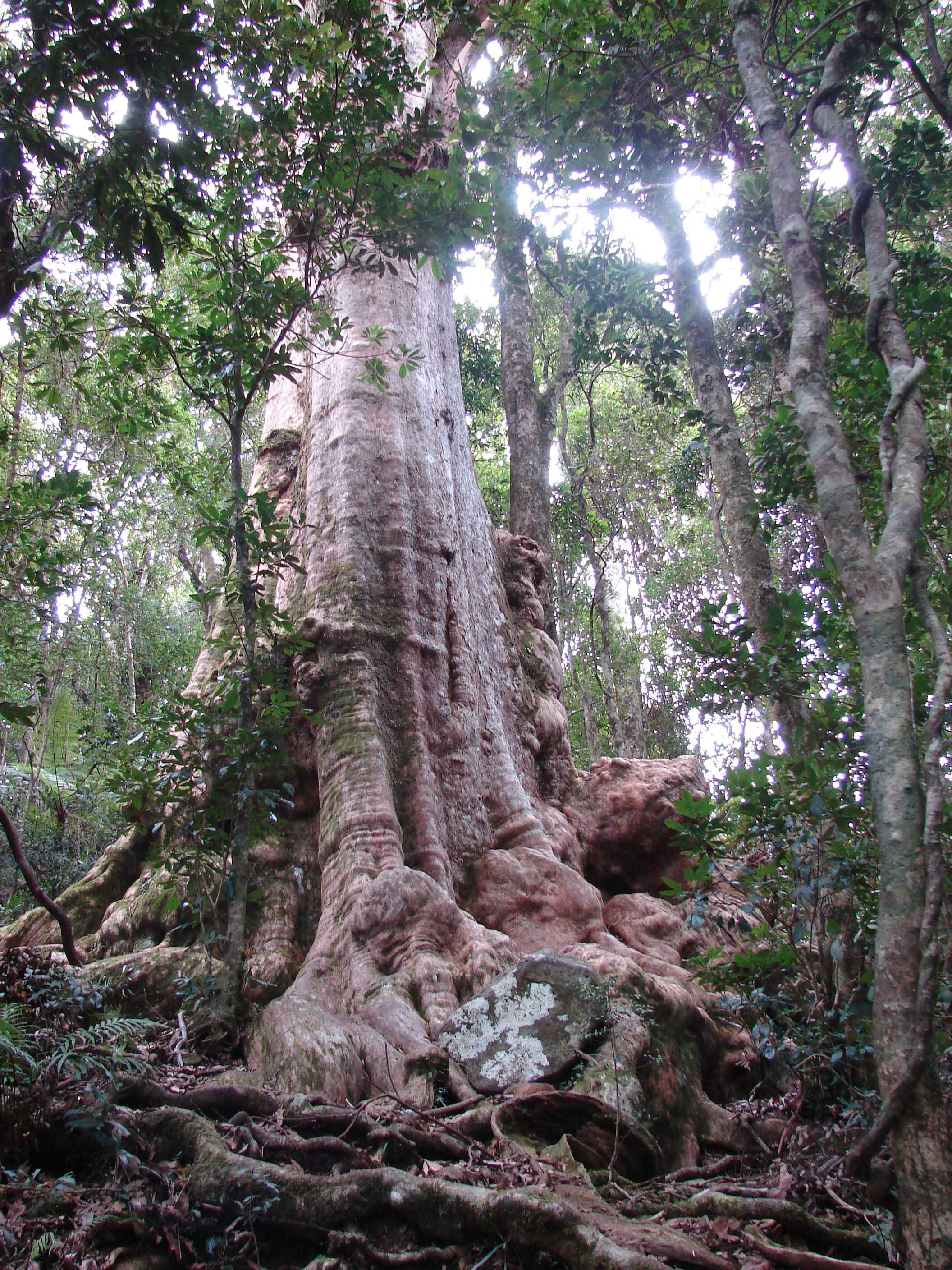
Arbre.